# Référendum de 2020 sur la légalisation de la discrimination en Californie
Un référendum sur la légalisation de la discrimination a lieu le 3 novembre 2020 en Californie. La population est amenée à se prononcer sur un amendement constitutionnel d'origine parlementaire, dite Proposition 16, visant à abolir la Proposition 209 de 1996 qui interdit au gouvernement et aux institutions publiques de discriminer des individus ou leur accorder un traitement préférentiel sur la base de leurs race, sexe, couleur, ethnicité ou origine nationale dans les emplois publics, l'éducation publique et l'attribution des marchés publics.
L'amendement est rejeté à une large majorité de 57 % des suffrages.

## Résultats
| Choix                     | Votes      | %     |
| ------------------------- | ---------- | ----- |
| Pour                      | 7 217 064  | 42,77 |
| Contre                    | 9 655 595  | 57,23 |
|                           |            |       |
| Votes valides             | 16 872 659 | 94,87 |
| Votes blancs et invalides | 912 492    | 5,13  |
| Total                     | 17 785 151 | 100   |
| Abstention                | 4 262 297  | 19,33 |
| Inscrits/Participation    | 22 047 448 | 80,67 |

| Pour 7 217 064 (42,77 %) |  |  | Contre 9 655 595 (57,23 %) |
| ▲                        |  |  |                            |
| Majorité absolue         |  |  |                            |